# Drepanosticta hamulifera
Drepanosticta hamulifera là loài chuồn chuồn trong họ Platystictidae. Loài này được van Tol mô tả khoa học đầu tiên năm 2007.